# Liste der römisch-katholischen Bischöfe für Österreich
In dieser Liste finden sich alle lebenden römisch-katholischen Bischöfe auf dem Gebiet der Republik Österreich.

## Bischöfe in den österreichischen Bistümern
|                    |                                 | Bischofsweihe Amtsübernahme | Titularbischofssitz                      | sonstiges | Wappen | Abbildung |
|                    | Kirchenprovinz Salzburg         |                             |                                          | |        |           |
|                    | Erzdiözese Salzburg             |                             |                                          | |        |           |
| ------------------ | ------------------------------- | --------------------------- | ---------------------------------------- | --- | ------ | --------- |
| Erzbischof         | Franz Lackner OFM               | 08.12.2002 07.01.2014       | Balecium (bis 18.11.2013)                | Weihbischof in Graz-Seckau 2002–2013 |        |           |
| Weihbischof        | Hansjörg Hofer                  | 09.07.2017                  | Abziri                                   | |        |           |
|                    | Diözese Feldkirch               |                             |                                          | |        |           |
| Bischof            | Benno Elbs                      | 30.06.2013                  |                                          | Apostolischer Administrator von Vaduz seit 20.09.2023 |        |           |
|                    | Diözese Graz-Seckau             |                             |                                          | |        |           |
| Bischof            | Wilhelm Krautwaschl             | 14.06.2015                  |                                          | |        |           |
| Bischof em.        | Egon Kapellari                  | 24.01.1982                  |                                          | em. 28.01.2015, Bischof von Gurk 1982–2001 |        |           |
| Weihbischof        | Johannes Freitag                | 01.05.2025                  | Guzabeta                                 | ernannt am 31.01.2025. Bischofsweihe 01.05.2025 |        |           |
|                    | Diözese Gurk-Klagenfurt         |                             |                                          | |        |           |
| Bischof            | Josef Marketz                   | 02.02.2020                  |                                          | ernannt am 03.12.2019. Bischofsweihe 02.02.2020 |        |           |
|                    | Diözese Innsbruck               |                             |                                          | |        |           |
| Bischof            | Hermann Glettler                | 02.12.2017                  |                                          | |        |           |
|                    | Kirchenprovinz Wien             |                             |                                          | |        |           |
|                    | Erzdiözese Wien                 |                             |                                          | |        |           |
| Erzbischof         | vakant                          |                             |                                          | |        |           |
| Weihbischof        | Franz Scharl                    | 23.04.2006                  | Ierafi                                   | |        |           |
| Weihbischof        | Stephan Turnovszky              | 12.05.2008                  | Ancusa                                   | |        |           |
| Erzbischof em.     | Christoph Kardinal Schönborn OP | 29.09.1991 14.09.1995       | Sutrium (bis 13.04.1995)                 | Weihbischof in Wien 1991–1995 Kardinal 21.02.1998, Mitglied der Kongregation für die Glaubenslehre Mitglied der Kongregation für die orientalischen Kirchen Mitglied der Kongregation für das Katholische Bildungswesen em. 22.01.2025 |        |           |
|                    | Diözese Eisenstadt              |                             |                                          | |        |           |
| Bischof            | Ägidius Zsifkovics              | 25.09.2010                  |                                          | |        |           |
| Bischof em.        | Paul Iby                        | 26.02.1989                  |                                          | em. 09.07.2010 Apostolischer Administrator bis 25.09.2010 |        |           |
|                    | Diözese Linz                    |                             |                                          | |        |           |
| Bischof            | Manfred Scheuer                 | 14.12.2003 17.01.2016       |                                          | Bischof von Innsbruck 2003–2015 ernannt am 18.11.2015 |        |           |
| Bischof em.        | Ludwig Schwarz SDB              | 25.11.2001 06.07.2005       |                                          | Weihbischof in Wien 2001–2005 em. 18.11.2015 |        |           |
| Bischof em.        | Maximilian Aichern OSB          | 17.01.1982                  |                                          | em. 18.05.2005 |        |           |
|                    | Diözese St. Pölten              |                             |                                          | |        |           |
| Bischof            | Alois Schwarz                   | 22.02.1997 01.07.2018       | Mathara in Numidia (bis 22.05.2001)      | Weihbischof in Wien 1997–2001 Bischof von Gurk-Klagenfurt 2001–2018 |        |           |
| Bischof em.        | Klaus Küng                      | 05.03.1989 28.11.2004       |                                          | Bischof von Feldkirch 1989–2004 em. 17.05.2018 |        |           |
| Weihbischof        | Anton Leichtfried               | 25.02.2007                  | Rufiniana                                | |        |           |
|                    | Immediat                        |                             |                                          | |        |           |
|                    | Österreichische Militärdiözese  |                             |                                          | |        |           |
| Militärbischof     | Werner Freistetter              | 11.06.2015                  |                                          | |        |           |
| Militärbischof em. | Christian Werner                | 02.02.1992 22.02.1994       | Aeca bis 1997, seit 1997 Wiener Neustadt | em. 16.04.2015 |        |           |

## Territorialäbte
In Österreich gibt es mit dem Kloster Wettingen-Mehrerau eine Territorialabtei, deren Äbte auch die Bischofsfunktion für die Diözese des Klosters innehaben.
|         |                            | Abtsbenediktion Amtsübernahme | Amtsniederlegung | Wappen | Abbildung |
|         | Immediat                   |                               |                  |        |           |
|         | Abtei Wettingen-Mehrerau   |                               |                  |        |           |
| ------- | -------------------------- | ----------------------------- | ---------------- | ------ | --------- |
| Abt     | Vinzenz Wohlwend OCist     | 2. Jänner 2019                |                  |        |           |
| Abt em. | Anselm van der Linde OCist | 21. März 2009                 | 1. August 2018   |        |           |

## Byzantinischer Ritus (Österreichisches Ordinariat)
| Bischof                         | Bischofsweihe Amtsübernahme | sonstiges |
| ------------------------------- | --------------------------- | --- |
| Christoph Kardinal Schönborn OP | 29.09.1991 06.11.1995       | Kardinal 21.02.1998, Mitglied der Kongregation für die Glaubenslehre Mitglied der Kongregation für die orientalischen Kirchen Mitglied der Kongregation für das Katholische Bildungswesen |

## Österreichische Bischöfe in anderen Diözesen
|             |                                         | Bischofsweihe Amtsübernahme | Titularbischofssitz | sonstiges                                        |
|             | Kirchenprovinz Windhoek, Namibia        |                             |                     |                                                  |
|             | Bistum Keetmanshoop                     |                             |                     |                                                  |
| ----------- | --------------------------------------- | --------------------------- | ------------------- | ------------------------------------------------ |
| em. Bischof | Philipp Pöllitzer OMI                   | 14.07.2007 31.05.2007       |                     | em. 21.07.2017                                   |
|             | Kirchenprovinz Teresina, Brasilien      |                             |                     |                                                  |
|             | Bistum Parnaíba                         |                             |                     |                                                  |
| em. Bischof | Alfredo Schäffler                       | 03.06.2000 21.02.2001       |                     | em. 24.08.2016 Koadjutor 15.03.2000 – 21.02.2001 |
|             | Kirchenprovinz Belém do Pará, Brasilien |                             |                     |                                                  |
|             | Territorialprälatur Xingu               |                             |                     |                                                  |
| em. Bischof | Erwin Kräutler, CPPS                    | 15.01.1981 02.09.1981       |                     | em. 23.12.2015 Koadjutor 07.11.1980 – 02.09.1981 |

## Nuntien in Österreich
|         |                                 | Bischofsweihe Amtsübernahme | Titularbischofssitz | sonstiges | Wappen | Abbildung |
|         | Nuntiatur in Österreich         |                             |                     |           |        |           |
| ------- | ------------------------------- | --------------------------- | ------------------- | --------- | ------ | --------- |
| Nuntius | Erzbischof Pedro López Quintana | 6. Jänner 2002 4. März 2019 | Acropolis           |           |        |           |